# DARK MOON
《DARK MOON》是韓國娛樂公司HYBE以旗下團體ENHYPEN與&TEAM為主角，所創作出吸血鬼與狼人的世界觀IP，推出首個系列原創故事ENHYPEN的《DARK MOON: 月之神壇》與&TEAM的《DARK MOON: 灰色都市》，分別講述吸血鬼與狼人各自主要故事，與平台合作發行網路漫畫與小說，並透過藝人的歌曲、MV、表演展現世界觀。

## 世界觀故事簡介
在ENHYPEN的原創故事《DARK MOON: 月之神壇》中的吸血鬼和&TEAM的《DARK MOON: 灰色都市》中的狼人，他們的故事開始於失去家庭或家園，並將生活遷移到分別名為利物飛德（Riverfield）和灰城（Greyville）的地方。他們有著同樣的痛苦，失去了對他們來說重要的某些人或事物，但他們故事的走向隨著吸血鬼與狼人各自的主題而改變。
時間對吸血鬼來說毫無意義，所以《DARK MOON: 月之神壇》的敘事重點圍繞著在各個地方之間的遷移。而在《DARK MOON: 灰色都市》中，狼群則必須在廣闊的土地上建立自己的領地，保護家園成為他們的首要任務，也是故事的核心。
吸血鬼們除了前世都是騎士之外，在能力、性格和外貌上都有所不同。但他們都相信在戰鬥中，「他們的職責是奉獻生命來保護他們所侍奉的人」，而且他們之中的每一個人「都不介意為了拯救兄弟們而犧牲自己」。另一方面，狼人生活在一個所有成員都是同一物種的群體中，他們非常清楚他們的兄弟們都是為彼此而活，所以他們不會因為不切實際的榮譽感而魯莽地犧牲自己的生命，透過系列故事展現出《DARK MOON》是一個關於少年們如何為了保護彼此而奮鬥的故事。

## 人物角色

### 吸血鬼
和利／Heli（HEESEUNG）
能力為心靈感應，在德賽樂學院夜球隊擔任中鋒、隊長，球衣號為1
吉諾／Jino（JAKE）
能力為火焰控制，在德賽樂學院夜球隊擔任後衛，球衣號為5
依安／Jaan（JAY）
能力為怪力，在德賽樂學院夜球隊擔任執行者，球衣號為99
希恩／Shion（SUNOO）
能力為吸引、牽引控制，在德賽樂學院夜球隊擔任後衛，球衣號為7
索倫／Solon（SUNGHOON）
吸血鬼與狼人混血，滿月時可以變身為狼人，在德賽樂學院夜球隊擔任前鋒，球衣號為23
扎卡／Jakah（JUNGWON）
能力為速度，在德賽樂學院夜球隊擔任翼衛，球衣號為4
諾亞／Noa（NI-KI）
能力為暗影控制，在德賽樂學院夜球隊擔任前鋒，球衣號為10

### 狼人
吉力／Giri（坂口健太郎）
出現在《DARK MOON: 灰色都市》，狼人種族盧普加魯，帶領納紮克、恩吉與塔和一同到灰城生活並認識了灰城學校的刊，但在與吸血鬼的戰鬥中不幸喪命。坂口健太郎以真人角色出演&TEAM的出道MV〈Under the skin〉。
刊／Khan（K）
狼人種族萊卡翁，9位狼人中的首領，滿月時不會強制變身為狼人，全方位優秀的能力，體格比一般狼人大，在煜城學校夜球隊擔任執行者、隊長，球衣號為9
馬寒／Mahan（FUMA）
狼人種族盧普加魯，敏捷度很高，在煜城學校夜球隊擔任前鋒，球衣號為2
納紮克／Najak（NICHOLAS）
狼人種族盧普加魯，耐力與體力在人類型態時是9位少年中最好的，在煜城學校夜球隊擔任中鋒，球衣號為3
恩吉／Enzy（EJ）
狼人種族盧普加魯，嗅覺敏銳、頭腦清晰容易掌握敵人弱點，並運用智慧處理問題，在煜城學校夜球隊擔任後衛，球衣號為8
路易／Louis（YUMA）
狼人種族盧普加魯，盧卡的雙胞胎弟弟，狼毒騎士團所屬，輔助繼承者(盧卡)，出色的聽覺，戰鬥時與盧卡合作能發揮極高的加乘性，在夜球隊擔任前鋒，球衣號為15
卡米爾／Camil（JO）
狼人種族盧普加魯，成長中的幼狼，能快速變身與有瞬間爆發能量，在煜城學校夜球隊擔任前鋒，球衣號為43
如司藍／Ruslan（HARUA）
狼人種族盧普加魯，成長中的幼狼，擅長隱藏自己的氣息，在煜城學校夜球隊擔任後衛，球衣號為11
塔和／Tahel（TAKI）
狼人種族盧普加魯，成長中的幼狼，握力強勁，在煜城學校夜球隊擔任前鋒，球衣號為6
盧卡／Luka（MAKI）
狼人種族盧普加魯，從瓦格王國時就效力於王室的聖騎士團，為狼毒的後裔，路易的雙胞胎哥哥。超強的直覺與戰鬥能力，與路易合作時配合度極佳，能發揮極高攻擊力，在煜城學校夜球隊擔任前鋒，球衣號為14

### 人類
秀荷／Sooha
《DARK MOON: 月之神壇》中的女主角，從小就擁有特殊的力量，所以常被誤認為是吸血鬼
米卡／Mika
出現在《DARK MOON: 灰色都市》，對於長期被社會排斥的狼人來說，米卡是第一個理解他們、願意接受他們真實面貌的人類

## 相關作品

### DARK MOON with &TEAM

#### 漫畫
- 《DARK MOON: 灰色都市》

2022年12月5日開始連載，共55話
- 《DARK MOON: 灰色都市》CUTTOON 番外篇

2023年6月開始於GREY CITY by HYBE的SNS，Instagram與X上連載，盧卡路易篇、馬寒卡米爾如司藍篇與吉力篇
- 《DARK MOON: 灰色都市》Special Edition 特別篇

2024年12月10日開始於Weverse Magazine上連載，春夏秋冬四季篇
- 《The Witch of Yerasah》

2025年開始連載

#### 小說
- 《DARK MOON: 灰色都市》

從2022年12月6日開始連載，共81話，未發行中文版

#### OST
- 2023年〈W.O.L.F. (Win Or Lose Fight)〉

## 相關活動

### 快閃店
- 2024.11.16~12.01《DARK MOON －2つの物語－ STORY EXHIBITION in TOKYO》[7]

## 外部連結
- YouTube上的DARK MOON by HYBE頻道

ENHYPEN
- DARK MOON by HYBE的X（前Twitter）
- DARK MOON by HYBE的Instagram帳戶

&TEAM
- GREY CITY by HYBE的X（前Twitter）
- GREY CITY by HYBE的Instagram帳戶